# Chaumoux-Marcilly
Chaumoux-Marcilly ist eine französische Gemeinde mit 84 Einwohnern (Stand: 1. Januar 2022) im Département Cher in der Region Centre-Val de Loire. Sie gehört zum Arrondissement Bourges und zum Gemeindeverband La Septaine.

## Geografie
Chaumoux-Marcilly liegt im Berry etwa 32 Kilometer ostnordöstlich von Bourges. Umgeben wird Chaumoux-Marcilly von den Nachbargemeinden Étréchy im Nordwesten und Norden, Lugny-Champagne im Norden und Nordosten, Sévry im Osten, Couy im Südosten sowie Gron im Süden und Westen.

## Bevölkerungsentwicklung
| Jahr                       | 1962 | 1968 | 1975 | 1982 | 1990 | 1999 | 2007 | 2019 |
| Einwohner                  | 185  | 157  | 140  | 92   | 112  | 101  | 103  | 90   |
| Quellen: Cassini und INSEE |      |      |      |      |      |      |      |      |

## Sehenswürdigkeiten
- Kirche Sainte-Radegonde